# 安德街道 (成都市)
安德街道，原为安德镇，是中华人民共和国四川省成都市郫都区下辖的一个乡镇级行政单位。2019年12月，撤销新民场镇、安德镇，设立安德街道，以原新民场镇和原安德镇所属行政区域为安德街道的行政区域，安德街道办事处驻政府路2号。

## 行政区划
安德街道下辖以下地区：
望陆社区、两路口社区、安龙村、红专村、黄烟村、安宁村、泉水村、交通村、棋田村、园田村、广福村、东风村和云丰村。

## 交通
- 成灌铁路；安德站